# カキストクラシー
カキストクラシー(英語: kakistocracy)とは、極悪人政治、悪徳政治を指す用語。最悪の者、能力の無い者、あるいはほぼ悪意のある市民により運営されている国や地域のこと。この用語は、1829年にイギリスの著作家Thomas Love Peacockにより使用された。

## 用語
カキストクラシー(kakistocracy)は、ギリシャ語の kakistos(κάκιστος、最悪)とkratos (κράτος、支配・統治)を組み合わせ、最悪の人々による政府・統治を意味する修辞的な用語として作成された。この用語は、語源はギリシャ語だが、英語で最初に使用された後に、ギリシャ語の κακιστοκρατία、スペイン語の kakistocracia、フランス語の kakistocracie、ロシア語の какистократияなどに翻訳された。

## 概要
1829年にThomas Love Peacock が小説 The Misfortunes of Elphin で最初に使用したカキストクラシーは、アリストクラシー（英語: aristocracy、優秀な者による支配、貴族制）と対比させた用語として使用された。1838年、アメリカ合衆国上院議員で奴隷制支持者のWilliam Harperは著作 Memoir on Slavery で、カキストクラシーを無政府状態（アナーキー）と比較し、人間性の名誉により殆ど発生しない、と述べた。1876年、アメリカ合衆国の詩人 ジェイムズ・ラッセル・ローウェルは手紙の中でこの用語を使用し「それは民主主義の結果ではないのだろうか」と記した。
この用語の使用は20世紀前半では稀であったが、1981年に世界中の多様な政府を否定的に表現する用語として採用され、人気を得た。保守系コメンテータのグレン・ベックは、バラク・オバマ政権を指す用語として頻繁に使用した。